# R. L. Stine
Robert Lawrence Stine (n. 8 octombrie 1943) este un autor american de literatură thriller și horror, faimos pentru seriile sale de zeci de romane: Nightmare Room, Fear Street, și în special Goosebumps, primele 22 cărți fiind traduse în limba română de editura Rao. După spusele domnului Stine, acesta era considerat un “tocilar” de către colegii săi de clasă, iar din pricina faptului că nu avea prieteni, acesta și-a creat singur amicii săi imaginari. În felul acesta au luat viață Slappy, Trigger, Greg, monștrii, zombii și mulți alții. 

## Operă
- 101 Creepy Creature Jokes
- A Night In Terror Tower
- A Shocker On Shock Street
- Attack of the Jack O'Lanterns
- Attack of the Mutant
- Bad Hare Day
- Badlands of Hark
- Beach House
- Beach Party
- Be Afraid, Be very Afraid
- Be Careful What You Wish For...
- Beware!
- Beware,The Snowman!
- Blind Date
- Blips: The First Book of Videogame Funnies
- Broken Date
- Call Waiting
- Calling All Creeps!
- Chicken Chicken
- Crack
- Cry of the Cat
- Curtains
- Dangerous Girls I
- Dangerous Girls II: The Taste of Night
- Deep Trouble
- Deep Trouble II
- Don't Go To Sleep
- Don't Stand in the Soup
- Egg Monsters From Mars
- Eye Candy
- Ghost Beach
- Ghost Camp
- Go Eat Worms!
- Halloween Night
- Halloween Night 2
- Happy Holidays from Dead House
- Hit and Run
- Hitchhiker
- How I Broke Up With Ernie
- How to Be Funny
- How I Got My Shrunken Head
- How to Kill a Monster
- I Live In Your Basement!
- I Saw You That Night!
- Indiana Jones and the Giants of the Silver Tower
- Invaders of Hark (Hark)
- It Came From Beneath The Sink!
- Killer Kiss
- Legend of The Lost Legend
- Let's Get Invisible!
- Monster Blood I-IV
- My Best Friend Is Invisible
- My Hairiest Adventure
- Night of the Living Dummy I-III
- One Day at Horrorland
- One Evil Summer
- Operation: Mindbender (part of the G.I. Joe: A Real American Hero series, and Find Your Fate book *series)
- Phantom of the Auditorium
- Phone Calls
- Piano Lessons Can Be Murder
- Return of the Mummy
- Revenge of the Lawn Gnomes
- Revenge R Us
- Rotten School
- Say Cheese And Die
- Say Cheese And Die—Again!
- Siege of Serpentor (part of the G.I. Joe: A Real American Hero series)
- Serpentor and the Mummy Warrior (part of the G.I. Joe: A Real American Hero series)
- Snowman
- Stay Out Of The Basement
- Superstitious
- The Abominable Snowman of Pasadena
- The Barking Ghost
- The Blob That Ate Everyone
- The Cuckoo Clock Of Doom
- The Curse of the Mummy's Tomb
- The Dare
- The Dead Girlfriend
- The Ghost Next Door
- The Girl Who Cried Monster
- The Babysitter
- The Babysitter II
- The Babysitter III
- The Babysitter IV
- The Beast
- The Beast 2
- The Beast From The East
- The Boyfriend
- The Cry of the Cat
- The Curse of Camp Cold Lake
- The Girlfriend
- The Haunted Car
- The Haunted Mask
- The Haunted Mask 2
- The Haunting Hour
- The Headless Ghost
- Welcome to Camp Jellyjam
- The Nightmare Hour
- The Night of the living dummy
- The Scarecrow Walks at Midnight
- The Sick of Being Sick Book
- The Sitter
- The Time Raider (part of the TwistAPlot book series)
- The Werewolf of Fever Swamp
- Twisted
- Vampire Breath
- Welcome to Camp Nightmare
- Welcome to the Dead House
- Werewolf Skin
- Why I'm Afraid of Bees
- You Can't Scare Me!

## Vezi și
- Goosebumps: Îți facem părul măciucă
- Cine se teme de fantome?